# Notocaryoplana geminofollicularis
Notocaryoplana geminofollicularis är en plattmaskart som beskrevs av Tajika 1983. Notocaryoplana geminofollicularis ingår i släktet Notocaryoplana och familjen Otoplanidae. Inga underarter finns listade i Catalogue of Life.